# Barrier Highway
A Barrier Highway é uma rodovia que cruza os estados de Nova Gales do Sul e Austrália Meridional, na Austrália.